# Ieros Lochos
Ieros Lochos (en griego Ιερός Λόχος) fue una unidad de fuerzas especiales formada en 1942 en Oriente Medio por oficiales y cadetes al mando del coronel Christodoulos Tsigantes. Luchó al lado de las tropas del Special Air Service (SAS), así como con las tropas de la Francia Libre en el 1.º Regimiento del SAS, comandado por el teniente coronel David Stirling. Fue disuelta en agosto de 1945 y es considerada como la precursora de las Fuerzas Especiales de Grecia. 

## Comienzos
Después de la ocupación alemana de Grecia, el gobierno griego escapó a Egipto y comenzó a formar unidades militares en el exilio. Debido a que el número de oficiales era muy superior al de soldados, condujo al teniente coronel de la Fuerza Aérea Alexandres a sugerir la creación de una unidad del ejército, formada completamente por oficiales. Esta sugerencia fue aprobada por el Comandante de la II Brigada Griega, el coronel de infantería Alcibiades Bourdaras.
Al principio, la unidad fue organizada como una Compañía de Ametralladoras y para ser destacada a la II Brigada Griega, en formación. Sin embargo, el 15 de septiembre de 1942, el nuevo comandante nuevo de la unidad, el coronel de infantería Khristodoulos Tzigantes, renombró la unidad como “Banda Sagrada o Escuadrón Sagrado” (en griego Ieros Lochos), y solicitó su conversión en una unidad de fuerzas especiales. Esta unidad sería llamada por los británicos “Greek Sacred Squadron” (GSS).
Con la colaboración del comandante del SAS británico, el teniente coronel Stirling, y con la aprobación del HQ Griego, es asignada al SAS, por lo que la compañía se mueve a su base en Qabrit en Egipto para comenzar su entrenamiento en su papel nuevo, comandos, el 25 de noviembre de 1942.
Aquí se juntaron dos personas que se ayudaron mutuamente, por un lado Tzigantes que deseaba transformar a su unidad en una fuerza especial, y por otro lado Stirling, que cuando creó el SAS, no tenía los efectivos suficientes para que su unidad pudiera desempeñar las misiones que deseaba realizar. De esta forma Stirling, incorporó a unidades independientes y nacidas de las Fuerzas Libres como los paracaidistas franceses y el famoso “Greek Sacred Squadron”, que de ahora en adelante llamaremos GSS.

## 1943
El 27 de enero de 1943, y después de una sugerencia del propio coronel Tzigantes a Stirling, el comandante del 8° Ejército británico, el general Bernard Montgomery pone al GSS bajo las órdenes de general Jacques-Philippe Leclerc de la 2.ª División Blindada Francesa Libre y el 10 de marzo de 1943 en el área de Qsar-Rilan (Túnez), tienen su primera batalla contra un destacamento mecanizado alemán, para cubrir el avance del 10° Cuerpo de Ejército (británicos y neozelandeses) para evitar la línea de defensa Mareth, y avanzar hacia el Sur.
El 29 de marzo de 1943 e inmediatamente después de que las fuerzas aliadas capturaron la ciudad tunecina de Gabès, el GSS fue destacada a la 2.ª División Neozelandesa y el 6 de abril, un destacamento mixto greco-neozelandés lucha contra los alemanes en Wadi-Akarit.
Desde mayo de 1943, estando asignado nominalmente al SRS (Special Raiding Service), redenominación del SAS, y hasta octubre del mismo año, el GSS (314 hombres) es destacado en Palestina, en varios campos, para entrenamiento de paracaidistas, donde fue reorganizado en una Sección de HQ, una Sección de Base, y las I, II, III Secciones de Comandos).
Después de la capitulación de los italianos (el 9 de septiembre de 1943), la Sección I salta en paracaídas en la isla griega de Samos mientras secciones II y III eran transportadas allí en barcos de pesca. En noviembre de 1943, los alemanes arremetieron contra los británicos, tomando algunas de las islas, y obligando a la retirada británica de las otras. Esta situación obliga al GSS a retirarse de la isla Samos también.

## 1944
En febrero de 1944, el GSS es puesto bajo las órdenes del SBS (Special Boot Service).
El 7 de febrero, la Sección I del GSS, fue transportada por mar para operaciones de combate a las islas del norte del Mar Egeo (Samos, Psara, Lesvos, Chios), mientras su Sección II, es lanzada en paracaídas en varias de las islas egeas para liberar el complejo de islas del Dodecaneso.
En abril, el GSS se transformó en regimiento con una fuerza de alrededor de 1.000 hombres.
Con SBS, que era otra unidad mítica, el GSS, multiplicó las incursiones en el Dodecaneso, el Mar Egeo, las islas Cícladas y Sporades, contra fuerzas alemanas muy poderosas y fuertemente implantadas. Cumplieron más de 380 incursiones, destruyendo numerosos depósitos y 125 embarcaciones de abastecimiento en los puertos, provocando pérdidas al enemigo de 4.131 hombres, y capturando más de 4.000. 
En 1944 algunos de sus integrantes fueron pasados en comisión de Servicio al SOE y fueron lanzados en la Grecia ocupada.

## Disolución
Después de que Grecia continental fue liberada (el octubre de 1944), el GSS siguió siendo empleado contra las guarniciones alemanas restantes en las islas del Mar Egeo hasta que la guerra acabe en el mayo de 1945. En junio, la unidad es devuelta a Egipto antes de su disolución, que ocurrió en una ceremonia en Atenas el 7 de agosto de 1945. Durante la ceremonia concedieron a la bandera de la unidad los premios militares más altos de Grecia, la Cruz de Guerra Clase A y la Medalla de Oro al Valor. Las pérdidas de la unidad en todos los teatros de combate ascendieron a 25 muertos, 56 heridos, 3 desaparecidos y 29 prisioneros.
En el Ejército griego, las tradiciones de la Escuadrilla Sagrada fueron continuadas por las Compañías de Incursiones de Montaña (LOK), fundadas en 1946, y actualmente en las Fuerzas Especiales Griegas.
Las Fuerzas Especiales griegas actuales conservaron de Ieros Lochos (Banda Sagrada) teniendo este nombre las mangas del uniforme y una insignia de brazo que recupera la insignia del GSS sobre la divisa del SAS “Quien Se Atreve Gana”.